# Saint-Didier-de-la-Tour
Saint-Didier-de-la-Tour – miejscowość i gmina we Francji, w regionie Owernia-Rodan-Alpy, w departamencie Isère.
Według danych na rok 1990 gminę zamieszkiwało 1310 osób, a gęstość zaludnienia wynosiła 90 osób/km² (wśród 2880 gmin regionu Rodan-Alpy Saint-Didier-de-la-Tour plasuje się na 637. miejscu pod względem liczby ludności, natomiast pod względem powierzchni na miejscu 802.).